# Kostel svatého Šimona a Judy (Roseč)
Kostel svatého Šimona a Judy v Roseči je filiální kostel římskokatolické farnosti – proboštství Jindřichův Hradec. a kulturní památka České republiky.

## Historie
Původní kostel ze 14. století byl pobořen během husitských válek. Nynější budova kostela pochází z roku 1551. V roce 1743 kostel vyhořel. V letech 1791 až 1794 kostel prošel pozdně barokní přestavbou. V roce 1829 byla ke kostelu přistavěna věž.

## Popis
Kostel má jednu kostelní loď. Presbytář (kněžiště) je pravoúhle ukončen. Věž je hranolová. Márnice, která je součástí této kulturní památky, stojí opodál (na kraji přilehlého hřbitova).

### Interiér
Hlavní oltář pochází z roku 1863, zhotovil jej V. Racháč z Třeboně, a to podle návrhu Antonína Lhoty. Barokní sochy svatého Josefa a svatého Jáchyma pochází 1. poloviny 18. století. Boční oltáře od Jana Kocába (1824–1897) pochází z roku 1868. Oltářní obrazy na všech třech oltářích namaloval Rudolf Müller.
Barokní sousoší svaté Anny Samotřetí pochází z 1. poloviny 18. století. Kazatelna pochází z roku 1887. V kostele jsou dva obrazy od Bedřicha Kamarýta.
Varhany pocházejí z roku 1858, zhotovil je Franz Jüstl z Českého Krumlova.